# Valentina Acosta Giraldo
Pour les articles homonymes, voir Acosta.
Valentina Acosta Giraldo, née le 20 avril 2000 à Pereira en Colombie, est une archère colombienne.

## Biographie
En 2019, elle remporte aux Jeux panaméricains de 2019 une médaille de bronze. Elle devient championne du monde junior à Madrid en dominant Ana Vazquez en finale. Elle devient alors la première archère colombienne à remporter un titre mondial,.
En 2021, elle participe aux Jeux olympiques d'été de 2020. Elle termine 50e des qualifications avec 627 points en 72 flèches, puis est éliminée dès le premier tour par la Britannique Sarah Bettes.